# أوسفالد فينر
أوسفالد فينر Oswald Wiener (ولد في 5 أكتوبر 1935 في فيينا) كاتب نمساوي.
درس القانون والموسيقى واللغات الإفريقية في فيينا، وكان بجوار نشاطه الأدبي ضمن جماعة فيينا Wiener Gruppe اشترك في فرقة جاز، حيث كان يعزف على البوق. وفي عام 1968 اشترك في حركة «الفن والثورة» في يونيو في جامعة فيينا، وهي إحدى الحركات الطلابية التي امتلأ بها عام 1968 في النمسا. وبسبب ذلك حكم عليه بالسجن ست شهور. وبعد هربه من فيينا عام 1969 وذلك أيضا بسبب تهمة التجديف الموجهة ضده، رحل إلى برلين وظل بها حتى عام 1986. وتولى تدريس مادة علم الجمال في الأكاديمية الفنية في دوسلدورف.
وكان أوسفالد فينر من المنظرين المهمين لجماعة فيينا. وبذلك يعتبر من البارزين في حركة الحداثة وما بعد الحداثة في النصف الثاني من القرن العشرين في أوروبا.
من أشهر كتبه كتاب die verbesserung von mitteleuropa, roman.

## روابط خارجية
- أوسفالد فينر على موقع مونزينجر (الألمانية)
- أوسفالد فينر على موقع ميوزك برينز (الإنجليزية)
- أوسفالد فينر على موقع ديسكوغز (الإنجليزية)